# Thể thao điện tử tại Đại hội Thể thao Trong nhà châu Á 2009
Ngày 2 tháng 10
|  | Bán kết | Bán kết                    | Bán kết |                 |    | Chung kết             | Chung kết                  | Chung kết             |  |
|  |         |                            |         |                 |    |                       |                            |                       |  |
|  | A1      | Nguyen Le Van (VIE)        | 2       |                 |    |                       |                            |                       |  |
|  | A1      | Nguyen Le Van (VIE)        | 2       |                 |    |                       |                            |                       |  |
|  | B2      | Naeim Hedayati (IRI)       | 1       |                 |    |                       |                            |                       |  |
|  | B2      | Naeim Hedayati (IRI)       | 1       |                 | A1 | Nguyễn Lê Văn (VIE)   | 0                          |                       |  |
|  |         |                            |         |                 | A1 | Nguyễn Lê Văn (VIE)   | 0                          |                       |  |
|  |         |                            | B1      | He Xuebin (CHN) | 2  |                       |                            |                       |  |
|  | B1      | He Xuebin (CHN)            | B1      | He Xuebin (CHN) | 2  | 2                     |                            |                       |  |
|  | B1      | He Xuebin (CHN)            |         |                 |    | 2                     |                            |                       |  |
|  | A2      | Sardirbek Abdullayev (UZB) | 0       |                 |    | Tranh huy chương đồng | Tranh huy chương đồng      | Tranh huy chương đồng |  |
|  | A2      | Sardirbek Abdullayev (UZB) | 0       |                 |    |                       |                            |                       |  |
|  |         |                            |         |                 |    |                       |                            |                       |  |
|  |         |                            |         |                 |    | B2                    | Naeim Hedayati (IRI)       | 2                     |  |
|  |         |                            |         |                 |    | B2                    | Naeim Hedayati (IRI)       | 2                     |  |
|  |         |                            |         |                 |    | A2                    | Sardirbek Abdullayev (UZB) | 0                     |  |

|                      | Tỷ số |                            | Game 1          | Game 2          | Game 3          |
| -------------------- | ----- | -------------------------- | --------------- | --------------- | --------------- |
| Nguyen Le Van (VIE)  | 2–1   | Naeim Hedayati (IRI)       | 6:03.76–6:02.55 | 7:31.43–7:33.58 | 5:56.23–6:02.00 |
| He Xuebin (CHN)      | 2–0   | Sardirbek Abdullayev (UZB) | 7:20.28–7:37.66 | 6:20.53–6:22.03 |                 |
| Naeim Hedayati (IRI) | 2–0   | Sardirbek Abdullayev (UZB) | 6:04.86–6:10.88 | 6:20.00–6:21.61 |                 |
| Nguyen Le Van (VIE)  | 0–2   | He Xuebin (CHN)            | 7:32.26–7:31.31 | 6:04.55–6:02.43 |                 |

### StarCraft: Brood War

#### Vòng 1
Ngày 3 tháng 10
Bảng A
| Vận động viên             | Pld | W | L |
| ------------------------- | --- | - | - |
| Jung Myung-Hoon (KOR)     | 2   | 2 | 0 |
| He Xuebin (CHN)           | 2   | 1 | 1 |
| Mohammed Al-Romaihi (QAT) | 2   | 0 | 2 |

|                  | CHN | KOR | QAT |
| ---------------- | --- | --- | --- |
| He (CHN)         |     | WO  | W   |
| Jung (KOR)       | W   |     | W   |
| Al-Romaihi (QAT) | L   | L   |     |

Bảng B
| Vận động viên           | Pld | W | L |
| ----------------------- | --- | - | - |
| Lee Young-Ho (KOR)      | 3   | 3 | 0 |
| Yang Zheng (CHN)        | 3   | 2 | 1 |
| Mohammed Al-Naama (QAT) | 3   | 1 | 2 |
| Kabir Tomar (IND)       | 3   | 0 | 3 |

|                | CHN | IND | KOR | QAT |
| -------------- | --- | --- | --- | --- |
| Yang (CHN)     |     | W   | WO  | W   |
| Tomar (IND)    | L   |     | L   | L   |
| Lee (KOR)      | W   | W   |     | W   |
| Al-Naama (QAT) | L   | W   | L   |     |

#### Vòng chung kết
Ngày 4 tháng 10
|  | Tranh huy chương đồng |                  |    |  |
|  |                       |                  |    |  |
|  | B1                    | He Xuebin (CHN)  |    |  |
|  | B1                    | He Xuebin (CHN)  |    |  |
|  | B2                    | Yang Zheng (CHN) | WO |  |

|  | Chung kết |                       |   |  |
|  |           |                       |   |  |
|  | A1        | Jung Myung-Hoon (KOR) |   |  |
|  | A1        | Jung Myung-Hoon (KOR) |   |  |
|  | A2        | Lee Young-Ho (KOR)    | W |  |

### Counter-Strike 1.6
Ngày 2–4 tháng 10
| Hạng | Đội              | Pld | W | L |
| ---- | ---------------- | --- | - | - |
|      | Hàn Quốc (KOR)   | 4   | 4 | 0 |
|      | Uzbekistan (UZB) | 4   | 3 | 1 |
|      | Việt Nam (VIE)   | 4   | 2 | 2 |
|      | Mông Cổ (MGL)    | 4   | 1 | 3 |
| 5    | Iran (IRI)       | 4   | 0 | 4 |

|          | Tỷ số |            | Vòng 1   | Vòng 2   | Vòng 3   |
| -------- | ----- | ---------- | -------- | -------- | -------- |
| Việt Nam | 2–0   | Iran       | Walkover | Walkover | Walkover |
| Hàn Quốc | 2–0   | Mông Cổ    | 16–1     | 16–0     |          |
| Việt Nam | 2–0   | Mông Cổ    | 16–3     | 16–3     |          |
| Hàn Quốc | 2–1   | Uzbekistan | 16–5     | 9–16     | 16–9     |
| Iran     | 0–2   | Mông Cổ    | Walkover | Walkover | Walkover |
| Việt Nam | 0–2   | Uzbekistan | 8–16     | 10–16    |          |
| Hàn Quốc | 2–0   | Iran       | Walkover | Walkover | Walkover |
| Mông Cổ  | 0–2   | Uzbekistan | Walkover | Walkover | Walkover |
| Iran     | 0–2   | Uzbekistan | Walkover | Walkover | Walkover |
| Việt Nam | 0–2   | Hàn Quốc   | 3–16     | 1–16     |          |

### DotA Allstars
Ngày 1 tháng 10
| Hạng | Đội              | Pld | W | L |
| ---- | ---------------- | --- | - | - |
|      | Việt Nam (VIE)   | 2   | 2 | 0 |
|      | Mông Cổ (MGL)    | 2   | 1 | 1 |
|      | Uzbekistan (UZB) | 2   | 0 | 2 |

|            | MGL | UZB | VIE |
| ---------- | --- | --- | --- |
| Mông Cổ    |     | W   | L   |
| Uzbekistan | L   |     | L   |
| Việt Nam   | W   | W   |     |